# Mame-Marie Sy
Mame-Marie Sy, coniugata Diop (Dakar, 25 marzo 1985), è una cestista senegalese con cittadinanza francese.
È la sorella di Anta Sy e Sokhna Sy.

## Carriera
Con il Senegal ha disputato i Giochi olimpici di Rio de Janeiro 2016, due edizioni dei Campionati mondiali (2010, 2018) e sette dei Campionati africani (2009, 2011, 2013, 2015, 2017, 2019, 2021).